# Новая Зеландия на зимних Олимпийских играх 2014
Новая Зеландия принимала участие в зимних Олимпийских играх 2014 года, которые проходили в Сочи с 7 по 23 февраля. Сборная была представлена 15 спортсменами, которые выступили в пяти видах спорта. Новозеландцы на шестой зимней Олимпиаде подряд не сумели выиграть ни одной медали.
Новозеландцы были представлены сильными фристайлистами в мужском и женском хафпайпе. В итоге Джосси Уэллс стал четвёртым в мужской дисциплине (ещё два новозеландца вошли в 10-ку лучших), а Янина Кузма стала пятой среди женщин.

## Состав и результаты

### Горнолыжный спорт
Мужчины
| Спортсмен   | Дисциплина        | 1-я попытка | 2-я попытка | Всего   | Отставание | Место |
| ----------- | ----------------- | ----------- | ----------- | ------- | ---------- | ----- |
| Адам Барвуд | Гигантский слалом | 1:28,51     | 1:28,89     | 2:57,40 | 12,11      | 44    |
| Адам Барвуд | Слалом            | 54,21       | 1:01,97     | 1:56,18 | 14,34      | 25    |

### Фристайл
Спортсменов — 6
Ски-хафпайп
| Соревнование | Спортсмены      | Квалификация | Квалификация | Квалификация | Финал                | Финал                | Финал                | Итоговое место       |
| Соревнование | Спортсмены      | 1 заезд      | 2 заезд      | Место        | 1 заезд              | 2 заезд              | Место                | Итоговое место       |
| ------------ | --------------- | ------------ | ------------ | ------------ | -------------------- | -------------------- | -------------------- | -------------------- |
| Мужчины      | Линдон Шихан    | 78.20        | 80.00        | 8Q           | 55.20                | 76.20                | 9                    | 9                    |
| Мужчины      | Бо-Джеймс Уэллс | 76.80        | 66.40        | 10Q          | 62.00                | 80.00                | 6                    | 6                    |
| Мужчины      | Байрон Уэллс    | DNS          | DNS          | DNS          | Завершил выступление | Завершил выступление | Завершил выступление | Завершил выступление |
| Мужчины      | Джосси Уэллс    | 83.00        | 49.40        | 5Q           | 85.60                | 78.40                | 4                    | 4                    |
| Женщины      | Джанина Кузма   | 73.80        | 75.20        | 7Q           | 77.00                | 74.80                | 4                    | 4                    |

Слоупстайл
| Соревнование | Спортсмены      | Квалификация | Квалификация | Квалификация | Финал                 | Финал                 | Финал                 | Итоговое место |
| Соревнование | Спортсмены      | 1 заезд      | 2 заезд      | Место        | 1 заезд               | 2 заезд               | Место                 | Итоговое место |
| ------------ | --------------- | ------------ | ------------ | ------------ | --------------------- | --------------------- | --------------------- | -------------- |
| Мужчины      | Джосси Уэллс    | 82,80        | 83,40        | 10           | 60,60                 | 50,00                 | 11                    | 11             |
| Мужчины      | Бо-Джеймс Уэллс | 36,00        | 66,60        | 21           | Завершил выступление  | Завершил выступление  | Завершил выступление  | 21             |
| Женщины      | Анна Уилкокс    | 62,40        | 34,40        | 15           | Завершила выступление | Завершила выступление | Завершила выступление | 15             |

### Скелетон
| Спортсмен     | Дисциплина | 1-я попытка | 1-я попытка | 2-я попытка | 2-я попытка | 3-я попытка | 3-я попытка | 4-я попытка | 4-я попытка | Результат | Результат |
| Спортсмен     | Дисциплина | Время       | Место       | Время       | Место       | Время       | Место       | Время       | Место       | Время     | Место     |
| ------------- | ---------- | ----------- | ----------- | ----------- | ----------- | ----------- | ----------- | ----------- | ----------- | --------- | --------- |
| Бен Сэндфорд  | Мужчины    | 58,00       | 22          | 57,75       | 20          | 57,79       | 18          | 57,67       | 18          | 3:51,21   | 20        |
| Катарин Юстас | Женщины    | 59,52       | 14          | 59,46       | 16          | 58,69       | 11          | 58,54       | 13          | 3:56,21   | =11       |

### Сноуборд
Спортсменов — 5
Слоупстайл
| Соревнование | Спортсмены    | Квалификация | Квалификация | Квалификация | Квалификация | Полуфинал | Полуфинал | Полуфинал | Финал                 | Финал                 | Финал                 |
| Соревнование | Спортсмены    | Заезд        | 1 спуск      | 2 спуск      | Место        | 1 спуск   | 2 спуск   | Место     | 1 спуск               | 2 спуск               | Место                 |
| ------------ | ------------- | ------------ | ------------ | ------------ | ------------ | --------- | --------- | --------- | --------------------- | --------------------- | --------------------- |
| Женщины      | Ребекка Торр  | 1            | 70,75        | 33,75        | 6            | 27,25     | 32,50     | 10        | Завершила выступление | Завершила выступление | Завершила выступление |
| Женщины      | Кристи Прайор | 1            | 67,50        | 70,50        | 7            | DNS       | DNS       | DNS       | Завершила выступление | Завершила выступление | Завершила выступление |
| Женщины      | Стефи Лакстон | 1            | 59,75        | 34,25        | 8            | 18,25     | 60,25     | 8         | Завершила выступление | Завершила выступление | Завершила выступление |
| Женщины      | Шелли Готлиб  | 1            | 18,00        | 30,75        | 11           | 63,25     | 33,75     | 7         | Завершила выступление | Завершила выступление | Завершила выступление |

Хафпайп
| Дисциплина | Спортсмен        | Квалификация | Квалификация | Квалификация | Полуфинал             | Полуфинал             | Полуфинал             | Финал                 | Финал                 | Финал                 |
| Дисциплина | Спортсмен        | 1 спуск      | 2 спуск      | Место        | 1 спуск               | 2 спуск               | Место                 | 1 спуск               | 2 спуск               | Место                 |
| ---------- | ---------------- | ------------ | ------------ | ------------ | --------------------- | --------------------- | --------------------- | --------------------- | --------------------- | --------------------- |
| Женщины    | Ребекка Синклейр | 32,25        | 48,25        | 11           | Завершила выступление | Завершила выступление | Завершила выступление | Завершила выступление | Завершила выступление | Завершила выступление |

### Конькобежный спорт
Мужчины
| Спортсмен   | Дисциплина | Итог     | Итог       | Итог  |
| Спортсмен   | Дисциплина | Время    | Отставание | Место |
| ----------- | ---------- | -------- | ---------- | ----- |
| Шейн Доббин | 5000 м     | 6:26.90  | +16.14     | 14    |
| Шейн Доббин | 10000 м    | 13:16.42 | +31.97     | 7     |